# IK Start
Idrettsklubben Start je norský fotbalový klub z města Kristiansand. Založen byl roku 1905. Dvakrát vyhrál norskou nejvyšší soutěž (1978, 1980). Zlatou érou klubu byla 70. léta 20. století. Velký comeback klub zaznamenal v roce 2004, kdy postoupil znovu do 1. ligy a ihned obsadil 2. místo, což znamenalo i návrat do evropských pohárů. V roce 2007 však klub znovu sestoupil, navíc ho postihly velké finanční problémy a stál před bankrotem. Zachránila ho až finanční pomoc regionální vlády. V roce 2009 se do 1. ligy vrátil, roku 2011 však znovu sestoupil.

## Výsledky v evropských pohárech
| Sezóna  | Soutěž     | Kolo        |                 | Soupeř                 | Doma | Venku | Celkem           |
| ------- | ---------- | ----------- | --------------- | ---------------------- | ---- | ----- | ---------------- |
| 1974/75 | Pohár UEFA | 1.          | Švédsko         | Djurgården             | 1-2  | 0-5   | 1-7              |
| 1976/77 | Pohár UEFA | 1.          | Rakousko        | Wacker Innsbruck       | 0-5  | 1-2   | 1-7              |
| 1977/78 | Pohár UEFA | 1.          | Island          | Fram Reykjavík         | 6-0  | 2-0   | 8-0              |
| 1977/78 | Pohár UEFA | 2.          | Německo         | Eintracht Braunschweig | 1-0  | 0-4   | 1-4              |
| 1978/79 | Pohár UEFA | 1.          | Dánsko          | Esbjerg fB             | 0-0  | 0-1   | 0-1              |
| 1979/80 | PMEZ       | 1.          | Francie         | RC Strasbourg          | 1-2  | 0-4   | 1-6              |
| 1981/82 | PMEZ       | 1.          | Nizozemsko      | AZ Alkmaar             | 1-3  | 0-1   | 1-4              |
| 2006/07 | Pohár UEFA | 1. předkolo | Faerské ostrovy | Skála ÍF               | 3-0  | 1-0   | 4-0              |
| 2006/07 | Pohár UEFA | 2. předkolo | Irsko           | Drogheda United        | 1-0  | 0-1   | 1-1 (11-10 pen.) |
| 2006/07 | Pohár UEFA | 1.          | Nizozemsko      | Ajax Amsterdam         | 2-5  | 0-4   | 2-9              |